# Paulino Neves
Paulino Neves é um município brasileiro do estado do Maranhão. Também conhecido como Rio Novo dos Lençóis, atribuído pela sua privilegiada locação geográfica na região de transição entre a APA do Parque Nacional dos Lençóis Maranhenses e o Delta do Parnaíba, é também conhecido regionalmente como A Capital dos Pequenos Lençóis Maranhenses. 
Atualmente, possui uma população de 17.056 habitantes de acordo com o censo do IBGE de 2022. O município maranhense faz parte da Rota das Emoções (Jericoacoara no Ceará, Delta do Parnaíba no Piauí e Lençóis Maranhenses no Maranhão), projeto nacional do Ministério do Turismo Brasileiro, com intenção de expandir o turismo do litoral Cearense aos litorais do Piauí e Maranhão, e também promover o ecoturismo na Região Nordeste do Brasil.
O município é sede do Parque Eólico do Delta Maranhão e das Usinas Eólicas Delta Omega 3, 5, 6, 7 e 8, contando com 172 aero geradores que geram mais de 13% da energia do estado do Maranhão e da primeira eco rodovia estadual, que liga Paulino Neves ao município de Barreirinhas.

## História
A origem do povoamento de Paulino Neves carece de pesquisas para embasamento histórico. 
Os primeiros moradores teriam sido a família Diniz.
Na rebaixada rebaixada entre a restinga e a várzea, há o Lago Tábua, grande e volumoso, e a Lagoa Tábua. Essa região atraiu a população pela facilidade em se abrir pequenas cacimbas para abastecimento de água.
Em 1907, em razão de uma grande estiagem, o nível de água do lago Tábua abaixou tanto que este deixou de desaguar no rio Preguiças, tendo seu afluente desaparecido e o leito assoreado pelas dunas.
Em 1908, com a forte intensidade das chuvas, o lago transbordou, inundando grande parte dos campos e várzeas. No entanto, impossibilitado de desaguar em razão do assoreamento do canal que dava no rio Preguiças, as águas passaram a escoar por um pequeno canal, atravessando o campo e as várzeas. O novo canal passou a ser denominado de rio Novo, e que, inicialmente, era um riacho que se podia atravessar a pé. Contudo, com o passar do tempo, o canal se enlarguecendo e aprofundando. No início, o leito era intercalado de ilhotas, mas estas foram desaparecendo, ficando somente uma.
O rio Novo servia de divisa entre os municípios de Tutoia e Barreirinhas e o povoado ocupava as duas margens do rio. A margem esquerda do povoado ficava sob a jurisdição de Tutoia e a margem direita, de Barreirinhas.
O povoado pertencente a Tutoia era chamado de Paulino Neves, em homenagem a um comerciante,  coronel da Guarda Nacional e influente político do município, Paulino Gomes Neves (1854-1941), responsável por articular a transferência da sede para o povoado de Porto Salinas (Tutóia Nova), após ter instalado suas atividades comerciais na margem esquerda do igarapé Comum.
O povoado à margem esquerda chamava-se Rio Novo e era pertencente a Barreirinhas.
O município foi criado em 10 de novembro de 1994, pela Lei nº 6.185/94, sendo o povoado de Rio Novo desmembrado do município de Barreirinhas e o povoado de Paulino Neves, desmembrado do município de Tutóia. Ambos formando a atual cidade de Paulino Neves.

## Geografia

### Relevo
O relevo do município é característico da região dos Lençóis Maranhenses, uma planície litorânea onde existe a formação de dunas móveis de vários tamanhos, que avançam sobre a vegetação do cerrado em direção ao continente, restingas e campos de deflação eólica.

### Clima
O clima é o tropical úmido, dividido dois períodos: chuvoso de janeiro a junho e estiagem de julho a dezembro. A temperatura média anual é superior a 27° C, com a umidade relativa do ar anual variando de 76% e 82% e os totais pluviométricos entre 1.200 e 1.600 m.

### Hidrografia
O principal curso d´água de Paulino Neves é rio Novo, que nasce no lago Tábua; além dos riachos: Cedro, Carrapato, Simplício, Buriti, Baixa dos Cavalos, das Tabocas, da Ponte, das Cotias, da Tiúba, da Barrinha, do Meio; dos rios: da Formiga, Mirim, Grande; e as lagoas Salgadinho e do Anil.
Uma pequena parte do município faz parte da bacia hidrográfica do rio Preguiças

### Vegetação e biodiversidade
A vegetação é caracterizada pela presença de restingas, pastagens, manguezais, campos de dunas, campos inundáveis e cerrado. Nas áreas sujeitas a inundações sazonais, podem ser encontradas espécies que ocorrem nos litorais arenosos, como: capim-de-areia (panicum racemosum), alecrim-da-praia (hybanthus ipecacuamba), carrapicho-da-praia (acicarpha spathulata), dentre outras.
As unidades de conservação do município são a APA de Upaon-Açu-Miritiba-Alto Preguiças, a APA da Foz do Rio das Preguiças-Pequenos Lençóis-Região Lagunar Adjacente e o Parque Nacional dos Lençóis Maranhenses.

### Demografia
De acordo com o Censo Demográfico de 2010, 63,20% da população do município é católica romana e 19,87% evangélica; 12,03% não tinha religião.
Em 2022, 62,2% da população vivia na zona rural e 37,8% na zona urbana.
Em 2022, 78,1% da população era parda, 16,9% era branca e 4,9% era preta.

## Economia
O PIB do município ficou, em 2021, em R$ 118.359.797, correspondendo ao 150º maior PIB do estado.
A distribuição setorial do PIB em 2018 ficou: Agropecuária (7,37%), Indústria (3,05%), Serviços- Administração, defesa, educação e saúde públicas e seguridade social (64,53%) e Serviços- Demais setores (25,04%).
A agricultura local conta com a plantações de castanha de caju (6º maior produtor do estado), além de produzir mandioca, arroz, milho, feijão, coco e bananas.
O turismo para os Lençóis Maranhenses tem papel fundamental para a economia do município.
O município é sede do Parque Eólico do Delta Maranhão e das Usinas Eólicas Delta Omega 3, 5, 6, 7 e 8, contando com 172 aero geradores que geram mais de 13% da energia do estado do Maranhão.

## Infraestrutura

### Rodovias
O município está localizada a 290 km da capital São Luís e a cerca de 39 km de Barreirinhas e, 29 km de Tutoia, seus vizinhos mais próximos. Partindo de Barreirinhas, o acesso é possível pela MA-315, inaugurada em 2019, considerada a primeira eco rodovia do Maranhão. Antes disso, o acesso se dava por veículo próprio com tração 4 x 4 ou através de Toyota que trafegam em linhas regulares, atravessando campos de dunas, lagoas (na estação chuvosa) e buritizais. Partindo de Tutoia o acesso é pela MA-315, por veículo próprio ou veículos que trafegam em linhas regulares.

### Educação
No município, havia em 2017 58 estabelecimentos registrados na educação infantil, 60 no ensino fundamental, 6 no ensino médio 6, 1 na educação especial 01 e 25 na EJA 25.

### Saúde
A principal unidade de saúde é o Centro de Saúde Santa Teresinha.

## Cultura e turismo
Situada na privilegiada região de transição entre o Delta do Parnaíba e os Lençóis Maranhenses, Paulino Neves, está estrategicamente bem localizada, possuindo os mais belos atrativos destas duas regiões e, acomodando uma riqueza e variedade de paisagens única em toda região.
Paulino Neves concentra em um só local atrativos naturais de beleza ímpar, como os chamados Pequenos Lençóis Maranhenses, rios, corredeiras e lagoas de água cristalina, assim como praias cercadas de dunas e ao mesmo tempo de vegetação nativa: um paraíso perdido que ainda conserva o ar bucólico de cidade típica do interior brasileiro.
Entre as manifestações culturais estão o bumba meu boi com sotaque de orquestra, tambor de crioula, quadrilhas e dança portuguesa.

### Pontos Turísticos
O município de Paulino Neves também faz parte da Rota das Emoções e dentre suas principais atrações turísticas destacam-se:
- Praia dos Tatus
- Praia do Barro Vermelho
- Praia da Assembleia
- Lagoa do Barreiro Azul
- APA dos Pequenos Lençóis Maranhenses
- Dunas e lagoas
- Rio Novo, que corta a cidade